# La familia de Juan Carlos I
La familia de Juan Carlos I es un cuadro del artista español Antonio López García.
Se trata de un óleo sobre lienzo de grandes dimensiones (300 x 339,5 centímetros) que representa a la familia del rey Juan Carlos I. 
Encargado por Patrimonio Nacional, organismo público que administra los bienes vinculados a la Familia real española, es una de las obras más señeras del pintor, por sus inusuales dimensiones, temática, carácter público y el largo tiempo que requirió su finalización, puesto que fue comenzado en el año 1994 y entregado en 2014. Se encuentra expuesto en el Salón de Alabarderos del Palacio Real de Madrid.

## Historia
La historia de los retratos reales en España es rica y fecunda. Una de las modalidades más cultivadas a lo largo del tiempo fue la de retrato de grupo, con piezas y autores excepcionales, como Velázquez, Goya, Michel Van Loo o Jean Ranc. A principios de la década de 1990, se planteó la oportunidad de continuar con esta tradición artística, reflejando la realidad del reinado de Juan Carlos I. Se pensó para ello en el artista castellanomanchego Antonio López García, autor de una producción pictórica que ha sido relacionada con el hiperrealismo, el surrealismo o el realismo mágico. Antonio López, a pesar de su prestigio, raramente había practicado el retrato por encargo. Su producción retratística, que también abarca la escultura y el dibujo además de la pintura, se había centrado en miembros de su familia, amistades o personajes anónimos.
La realización del cuadro duró 20 años. Ello fue debido tanto a la lenta técnica del pintor, que corrige y reestructura continuamente sus obras, como a las propias características de la pintura, de dimensiones grandes y con personajes que difícilmente podían posar durante largas sesiones (López suele trabajar directamente del natural). Por ello, el autor se valió de fotografías y trasladó durante un tiempo su taller de trabajo a la llamada "Estufa de las Camelias", situada frente al Campo del Moro, jardines adyacentes al Palacio Real que ya habían sido pintados en varios cuadros durante su juventud, aunque también trabajó sobre el cuadro en su taller de la Colonia Los Rosales (Madrid).
Finalmente, la obra fue presentada al público, en medio de una gran expectación, en el marco de una exposición en el mismo Palacio Real titulada El retrato en las colecciones reales. De Juan de Flandes a Antonio López, que hacía un recorrido exhaustivo por la retratística de los monarcas españoles desde el Renacimiento a nuestros días. La muestra fue inaugurada el 3 de diciembre de 2014 por los reyes Juan Carlos I y Sofía y contó con la presencia del propio artista.

## Descripción
La pintura muestra a los reyes de España, Juan Carlos y Sofía, y a sus tres hijos: la infanta Elena, la infanta Cristina y el rey Felipe VI, quien en las fechas en que fue pintado el cuadro era príncipe de Asturias. 
Las cinco figuras se muestran en posición frontal, formando un ligero semicírculo alrededor de la figura del rey Juan Carlos, y se recortan sobre un fondo de color claro en el que apenas se distinguen un suelo en tono gris-ocre y una pared de tono algo más claro al fondo, surcada por unas molduras verticales que se asemejan a pilastras planas. Algunas partes de este fondo y de las propias molduras aparecen nítidas mientras que hay zonas abocetadas o realizadas con manchas planas de color de forma más sumaria. Un reflejo de luz, que según el propio artista corresponde a un destello del sol que él mismo apreció desde el taller y del que incluso anotó la fecha y hora en el lienzo, rompe la simetría y crea un haz luminoso alrededor de las figuras de la derecha.
La figura del rey Juan Carlos I se sitúa en el centro de la composición. En torno a él se distribuyen el resto de figuras: la infanta Elena, en cuyo hombro se posa la mano del rey, a la izquierda, vestida con un sencillo traje chaqueta en tonos blancos y negros, portando un abanico en su mano derecha; la reina Sofía al lado opuesto, vestida con un traje en tonos amarillos y negros con motivos florales (el propio autor declaró que el atuendo de la reina fue una de las partes más difíciles de pintar, y de hecho lo cambió varias veces), un collar de perlas al cuello y con un abanico negro entre ambas manos. 
El rey Felipe VI se sitúa a la derecha de su madre, cerrando la composición por ese lado; su figura, un poco separada del grupo, vistiendo un traje gris sin ninguna condecoración ni distintivo (como el resto de los personajes), muestra mayor corporeidad y tamaño. Se aprecia una corrección o "arrepentimiento" del artista a la derecha de la efigie, que muestra el perfil de don Felipe desplazado más hacia el borde del cuadro. Cierra la composición por la izquierda la infanta Cristina, que viste un atuendo color arena de tono muy similar al del fondo; sostiene en su mano derecha un pequeño ramillete de flores que contrasta por sus colores vivos con la entonación general del cuadro, en la que predominan los ocres, grises, tonos terrosos y amarillos y algunos toques de negro.
El retrato de grupo está firmado por el artista en la parte inferior derecha del lienzo, con la inscripción "Antonio López 1994-2014".